# Parque nacional Real
El Parque nacional Real, de nombre original en inglés Royal National Park es un parque nacional situado en Australia, concretamente en las cercanías de la metropole Sídney, en Nueva Gales del Sur.
El parque fue fundado por Sir John Robertson, entonces primer ministro de Nueva Gales del Sur, el 26 de abril de 1879, lo que le convierte en el segundo parque nacional más antiguo del mundo por detrás del parque nacional de Yellowstone, en los Estados Unidos. Si bien este último no fue creado como parque nacional sino como área recreacional, por lo que podría argumentarse que fue el primer parque nacional de la historia. Su nombre original fue The National Park (El parque nacional), pero se rebautizó en 1955 con motivo de la reina de Australia Isabel II, que lo atravesó para llegar a Wollongong, durante su visita a Australia en 1954. El parque no fue añadido a la lista de Patrimonio Nacional hasta diciembre de 2006.

## Características

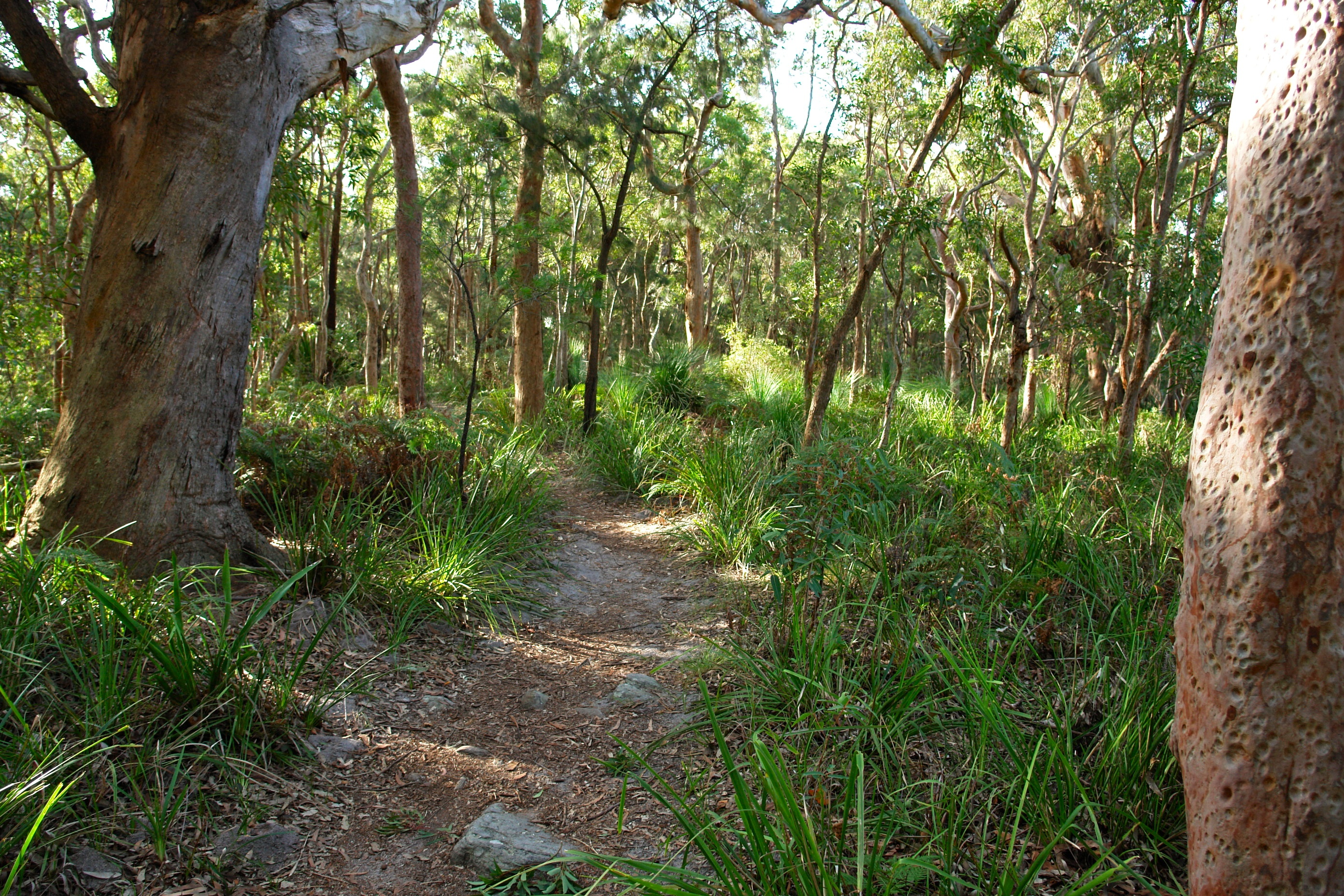
Un camino del parque.

En el parque están situados los pueblos Audley, Maianbar y Bundeena. También había una línea de ferrocarril que desde City Rail Illawarra, que se cerraría en 1991. El Sydney Tramway Museum explota una parte de la línea por la que circula el tranvía. 
A Audley se puede acceder por carretera y hay varias estaciones en las afueras del parque. A Bundeena y Maianbar se puede llegar igualmente por carretera o por ferry desde Cronulla. El acceso por carretera también es posible desde el sur de Otford, cerca de Stanwell Park. 
En el parque existen muchas rutas de senderismo, así como puntos de pícnic y barbacoa. El ciclismo de montaña está permitido en los senderos. Hay aparcamientos de vehículos justo en el interior del parque. Para poder circular con el automóvil en el parque hay que pagar un peaje de 11,00 $. 
Uno de los tramos más populares es el que recorre la costa. Para este trayecto se necesitan dos jornadas, el primer día de Bundeena a North Era con tienda de campaña para pasar la noche. El segundo día conduce a Otford, donde hay una estación de tren. Este paseo se hace a menudo como parte del Duke of Edinburgh's Award.
Grandes incendios forestales en 1994 destruyeron gran parte del parque, pero las áreas afectadas fueron rehabilitadas.
Hay sitos de camping en Bundeena y Era del Norte. Estos son los únicos lugares donde se permite acampar en el parque previa reserva.